# 姚千戸屯駅
姚千戸屯駅（ようせんことんえき）は中華人民共和国遼寧省瀋陽市蘇家屯区にある、中国鉄路総公司（CR）瀋丹線の駅。1905年に開業。瀋陽駅から47km、丹東駅から223kmの位置にある。瀋陽鉄道局所属の四等駅に設定されている。

## 駅周辺
- 姚千村農民文化広場
- 第六十四中学
- 中国聯合通信
- 瀋陽市蘇家屯区姚千中心小学
- 北沙河

## 隣の駅
中国国鉄
瀋丹線
陳相屯駅 - 姚千戸屯駅 - 歪頭山駅